# 義眼
義眼是一種用以代替因為各種原因而要把眼球摘除的裝飾用義肢。義眼並沒有視覺功能，它的作用只是使佩戴者不會因為失去了一顆眼球而被外界人覺得「異相」。

### 材料
古代為木製品，現代采用矽膠或塑料（PMMA）、特种玻璃（Kryolithglas-一种微晶玻璃）製品，並有消毒用具。

## 參看
- 视觉假体
- Artificial Eye 人造眼睛 （页面存档备份，存于）